# Codzienna modlitwa o pokój

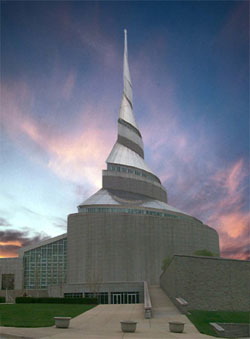
Codzienna modlitwa o pokój odbywa się w Świątyni Independence

Codzienna modlitwa o pokój – praktyka religijna charakterystyczna dla Społeczności Chrystusa, odprawiana w Świątyni Independence, będącej częścią kompleksu światowych władz tego Kościoła w Independence, w stanie Missouri, Stany Zjednoczone. Codzienna modlitwa o pokój jest modlitwą chrześcijańską o charakterze suplikacyjnym (błagalnym).

## Charakterystyka
Codzienna modlitwa o pokój praktykowana jest codziennie o godzinie trzynastej urzędowego czasu środkowoamerykańskiego w Świątyni Independence jako część składowa krótkiego nabożeństwa odprawianego z tej okazji. Podczas nabożeństwa prowadzonego przez członków Kościoła obecni mogą być wszyscy. Codzienna modlitwa o pokój ma charakter modlitwy powszechnej. Jej treść pisana jest przez członków Społeczności Chrystusa z różnych państw świata i odczytywana na głos przez suplikanta (przewodniczącego modlitwy). Każdego dnia modlitwa o pokój skupiona jest na problemach innego kraju. Suplikanci modlą się wraz ze zgromadzeniem pod 150-stopową kopułą iglicy Świątyni, dedykowanej sprawie pokoju. W tym samym czasie członkowie Społeczności Chrystusa na całym świecie skupiają myśli na cichej modlitwie osobistej.

## Geneza
Podczas Światowej Konferencji w 1984 r., prezydent-prorok Społeczności Chrystusa, Wallace B. Smith, wezwał Społeczność Chrystusa do budowy Świątyni Independence i poświęcenia jej sprawie pokoju. Komitet Służby Świątynnej, powołany do ustalenia porządków nabożeństw i posług w nowej świątyni, opracował pomysł codziennej modlitwy o pokój jako odpowiedzi na wezwanie prezydenta Wallace B. Smitha do świadczenia o pokoju Jezusa Chrystusa i jako symbolu „nieustającego zaangażowania Kościoła w sprawy pokoju”. 
Od czasu poświęcenia Świątyni Independence 17 kwietnia 1994 r. odprawiana jest codzienna modlitwa o pokój bez jakichkolwiek przerw. Jest to jedna z wielu praktyk Społeczności Chrystusa, które wyróżniają tą denominację od innych Kościołów chrześcijańskich. Przed 9 kwietnia 2007 r., codzienna modlitwa o pokój odbywała się o 12:30 urzędowego czasu środkowoamerykańskiego. Obecnie nabożeństwo rozpoczyna się pół godziny później.

## Porządek nabożeństwa
- Zgromadzanie się wiernych w sali świątynnej w ciszy;
- wezwanie do modlitwy;
- zapalenie świecy;
- zaproszenie;
  - powitanie,
  - wyjaśnienie celu modlitwy,
  - przedstawienie podstawowych informacji na temat kraju, którego dotyczy modlitwa,
  - wezwanie;
- czytanie (fragmenty Biblii, Księgi Mormona, bądź Nauk i Przymierzy);
- odczytanie codziennej modlitwy o pokój przez suplikanta;
- odśpiewanie hymnu;
- modlitwy zgromadzenia (publiczne głośne intencje modlitewne wiernych przeplatane chwilami ciszy i osobistej modlitwy);
- błogosławieństwo;
- postludium.

## Tematy modlitwy
Aby zapewnić rzeczywiście globalny charakter modlitwy, każdego dnia jej tematyka porusza problemy innego państwa świata. Harmonogram codziennej modlitwy o pokój dostępny jest na stronie internetowej Społeczności Chrystusa.